# Боскето (Авелино)
Боскето је насеље у Италији у округу Авелино, региону Кампанија.
Према процени из 2011. у насељу је живело 112 становника. Насеље се налази на надморској висини од 389 м.